# لبلوح
لبلوح أو التبلاح، هو مصطلح يشير إلى التسمين القسري للنساء من سن السادسة إلى مرحلة المراهقة،
وهي عادة متوارثة ومترسخة في الثقافة الموريتانية منذ القدم والصحراء الغربية وجنوب المغرب، حيث اعتبرت البدانة تقليداً مرغوبًا، خصوصًا في المناطق الريفية، ولها جذورها في تقاليد الطوارق، ويمارس هذا التقليد لزيادة فرص الزواج داخل المجتمع حيث يعتبر زيادة حجم الجسم دلالة على الثروة وعنوان الجمال والانتماء إلى وسط اجتماعي مرموق والرفاه المالي لذويها، وتهدف عملية التسمين إلى تهيئة الفتاة لزواج مبكرا، وفي اعتقاد معظم الصحراويين أن السمنة تقي نساءهم من الحسد في فترات الحمل، ذلك أن بدانة أجسادهن تساعدهن على إخفاء بطونهن المنتفخة.

## نظرة تاريخية
وتعود هذه الممارسة إلى القرن الحادي عشر، وقد أفادت التقارير بأنها عادت بكثرة في موريتانيا بعد أن استولى المجلس العسكري على البلاد في عام 2008.

## الأساليب
وتقوم النساء الأكبر سناً المسماة «المسمنات» بأجبار الفتيات على استهلاك كميات هائلة من الأغذية والسوائل، مما يلحق بهن الألم إذا لم يأكلن ويشربن، وأحد طرق إلحاق الألم هو الإكراه البدني حيث تعاقب الفتاة بحمل ما يسمى بـ«الازيار» وهو عبارة عن شريط جلدي مغروس برأسين خشبيين تشد بهما أصابع أرجل الفتاة أو باطن قدمها وتقوم «البلاحة» وهي الشخصية التي تكون مسؤولة عن تسمين الفتاة، بسحب الثاني بشدة مايتسبب في احداث الام لها، ويحصل ذلك كلما اختلقت الفتاة أعذار أو تكاسلت عن الشرب أو الأكل، ومن بين أساليب الإكراه الأخرى «جر شعر الرقبة» و«لمدگـّـه» وهو جعل مدق على ساق الفتاة يتم الضغط عليه لإيلامها بأقصى ما يكون الألم،
وعادة ما تجبر الفتاة البالغة من العمر ست سنوات على تناول ما لا يقل عن أربعين لترًا من حليب الإبل واثنين كيلوغراما من «الدخن» مختلطة مع كوبين من الزبدة، كل يوم وما لا يقل عن عشرة أرطال من المواد النشوية المتنوعة، وعلى الرغم من أن هذه الممارسة مؤذية جسديا، تدعي الأمهات أنه لا توجد وسيلة أخرى لتأمين مستقبل جيد لأطفالهن.

وترى الأجيال الشابة من الذكور في موريتانيا حاليا أن التسمين القسري للنساء ممارسة سلبية، وقد أشير إلى ممارسة مماثلة في فيلم شعبي بعنوان «السلحفاة وابنتها الجميلة»، والتي تم جمعها من القصص الشعبية في جنوب نيجيريا عام 1910، وشرح الفلكلوري الذي كتب القصة عن معاملة «ابنة جميلة» يتم الاحتفاظ بها داخل غرفة قبل أسابيع من زواجها، وتعطى الكثير من الطعام، كما ينظر إلى السمنة على أنها الجمال العظيم من قبل شعب افيك.

## التاريخ
يقول المؤرخون أن ممارسة البلوح تعود إلى الأزمنة ما قبل الاستعماريّة، عندما كان كل الموريتانيّين العرب رُحَّلًا، وكلما كان الرجل غنيًّا كلما قلت الأمور التي تفعلها زوجته، حيث كان يُفضِّل الرجل لها أن تجلس طول اليوم ويخدمها العبيد السود. تُخبر الفتيات اليوم أن يفعلن المثل،. كانت ممارسة تسمين الفتيات منتشرة في دول أخرى بعيدًا عن موريتانيا مثل شمال مالي والنيجر الريفيّة ونصف المنطقة الموجود بها إسبانيا والبرتغال الحاليّتين.

## الحملات المعارضة
تقول رئيسة رابطة النساء ربات الأسر، أمينيتو مينت إلي: «في موريتانيا، يُمثِّل حجم المرأة الكمية التي ستشغلها في قلب زوجها»، وتشير إلى أن الفتيات الصغيرات بعمر خمس سنوات يُجبرن على ممارسة البلوح كل عام. تُجبَر الفتيات على تناول كميات هائلة من الطعام والسوائل لدرجة التعذيب. وتقول أيضًا: «لقد تخلَّفنا، لقد كان لدينا قديمًا وزارة عن شؤون المرأة، وكان لنا حصة في البرلمان بنسبة 20% للنساء، وكان منا الدبلوماسيّات والمُحافظات، إلا أن العسكريّين يجبروننا على التراجع للخلف، ويجبرون المرأة على الرجوع إلى وظائفها التقليديّة».
تقول ناشطة الدفاع عن حقوق الطفل فاطيماتا مابي في صدى لتشاؤم إلي: «لم أتمكَّن من رؤية حالة واحدة تدافع عن طفل مُطعَم بالإجبار. يخشى السياسيّون من مسائلة تقاليدهم. يحدث الزواج الريفيّ تحت حُكم العُرف، يغيب مسؤولو الدولة عن الحضور، وبالتالي لا يوجد فيصل ليحكم على عمر العروس.»
تقول إلى أن صعود تلك الممارسة مرة أخرى في موريتانيا الريفيّة مُحبط بعد الحملات الكثيفة التي قام بها الناشطون لنشر الوعي والتعليم. تقول إلي: «إن التحدي الذي نواجهه اليوم هو أن هذه الفتيات تعيش في مناطق ريفيّة ولا سبيل لهن لبلوغ تلك المعلومات، حتى الانقلاب العسكريّ الذي حدث عام 2008، كان لنا إنجازات. فقبل عشر سنوات استطعنا من تنظيم حملات توعويّة عن مخاطر السمنة من أمراض القلب والأوعية الدمويّة وكذلك مرض السكري».
تقول مستشارة الصحة والنمو مونينا مينت عبد الله أنها تعرَّضت للتسمين بالقوة أثناء صغرها على يد عائلة أمها. وتقول: «لقد تغيرت الأمور الآن، فعندما غادرت المدرسة عام 1980، لم يكن من الممكن أن أتعلَّم في الخارج، أما الآن بعد مرور أكثر من 30 عامًا، تُحضِّر ابنتي دراسات عليا في فرنسا.»

## معرض صور

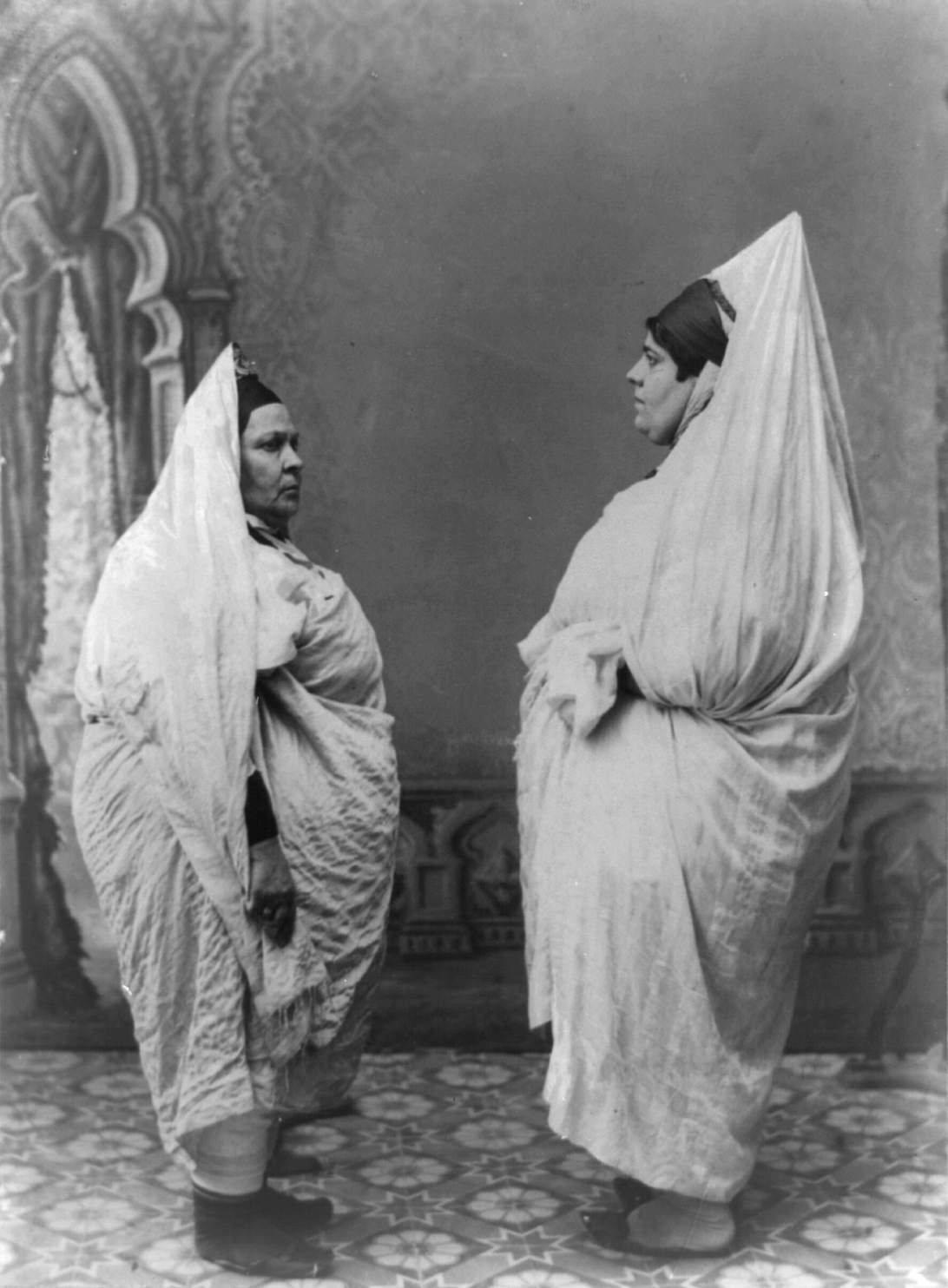
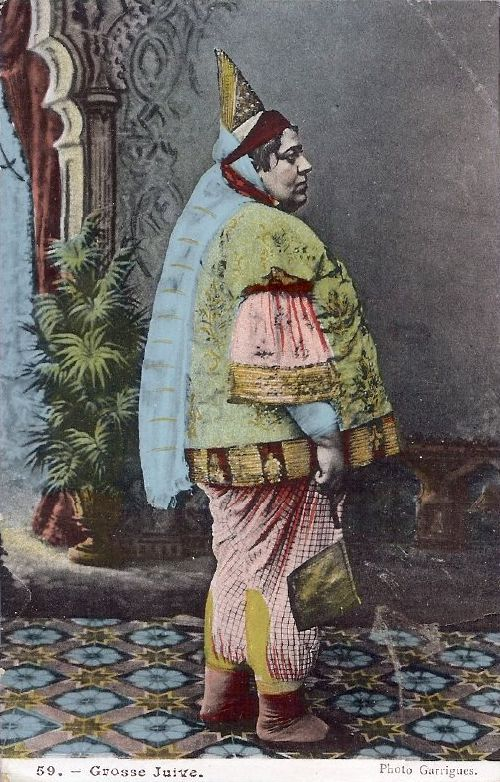
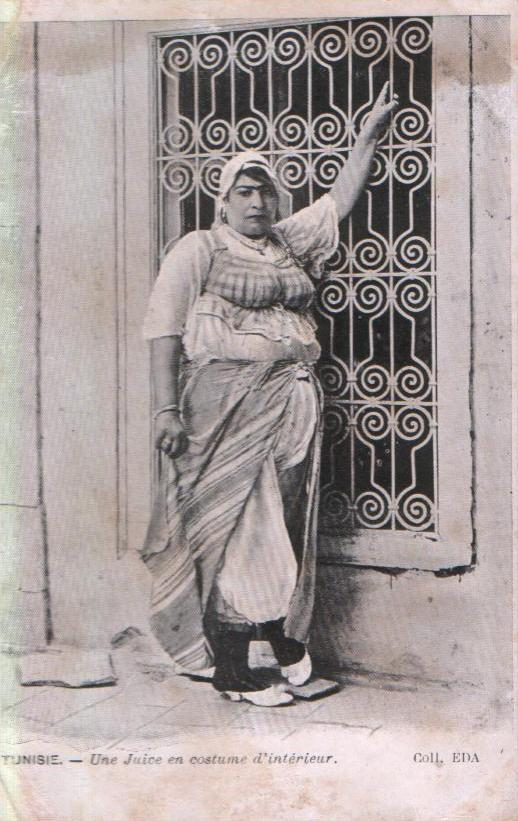
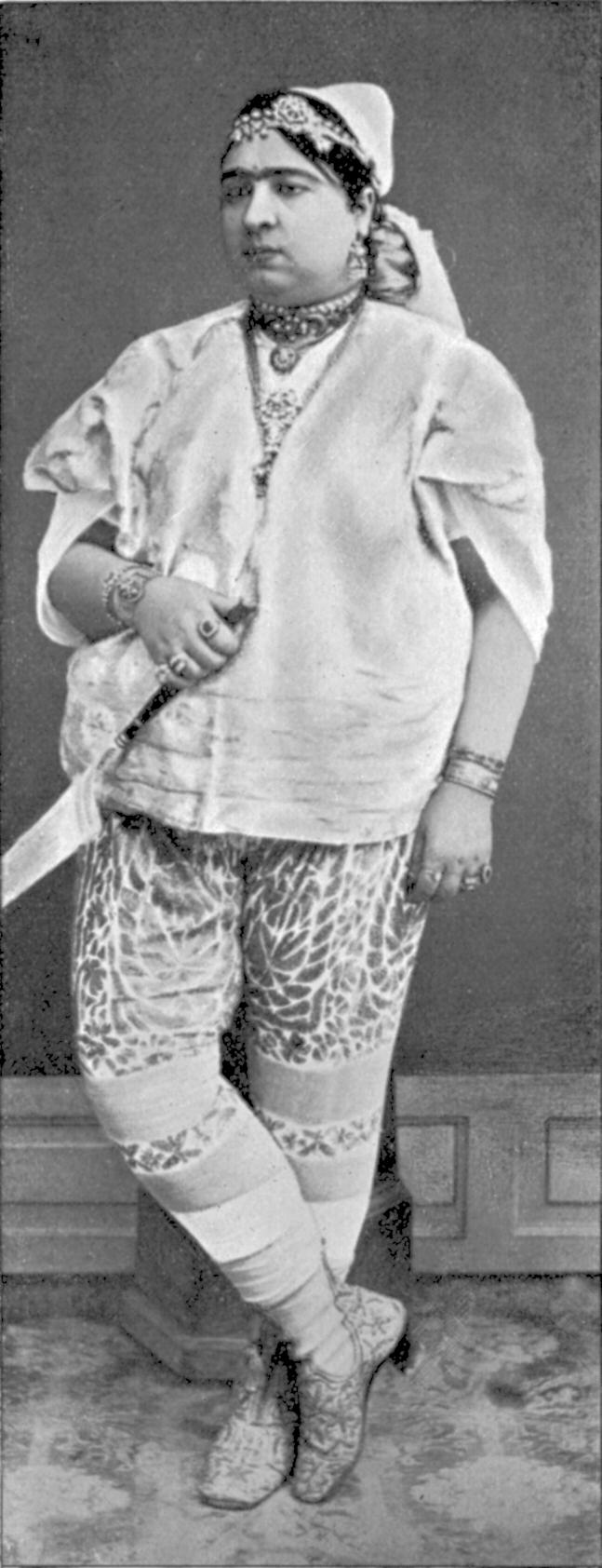